# Brandsvartlöpare
Brandsvartlöpare (Pterostichus quadrifoveolatus) är en skalbaggsart som beskrevs av Letzner 1852. Brandsvartlöpare ingår i släktet Pterostichus, och familjen jordlöpare. Enligt den finländska rödlistan är arten nära hotad i Finland. Arten är reproducerande i Sverige. Artens livsmiljö är moskogsbrandfält.

## Bildgalleri

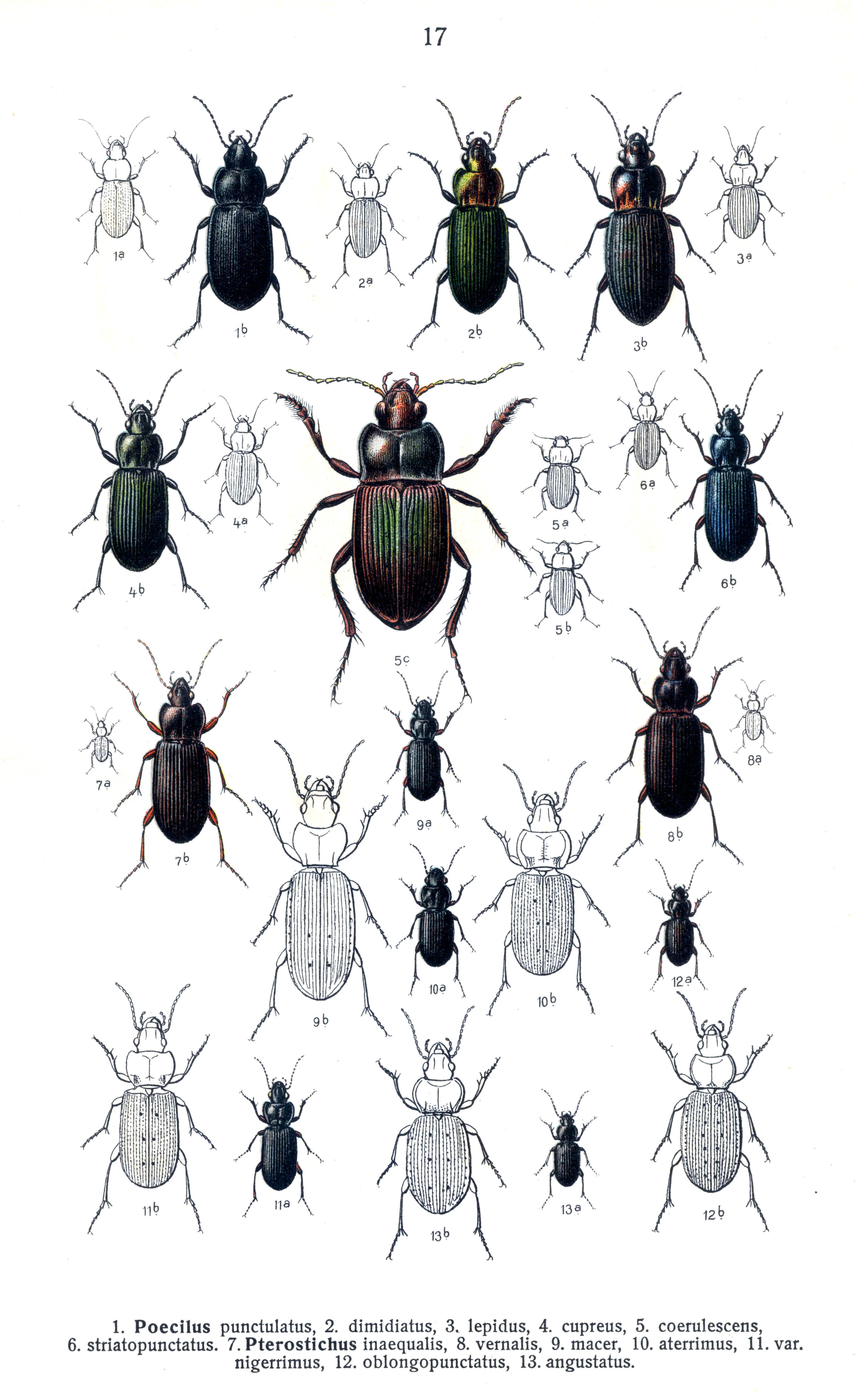
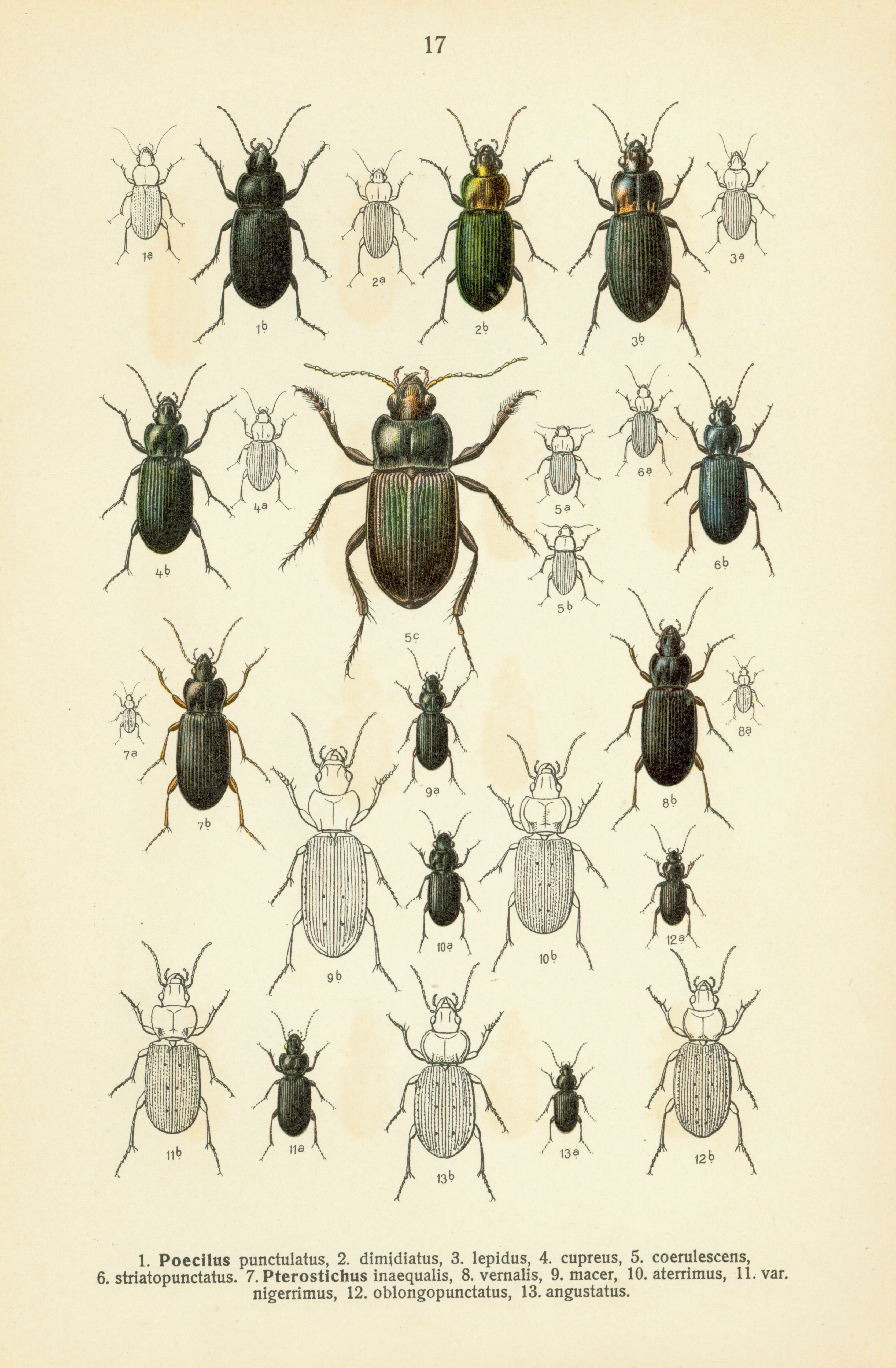